# 戸川暁子
戸川 暁子（とがわ きょうこ、とがわ あきこ、1925年9月16日 - ）は、日本の女優。本名は伊藤 園子（いとう そのこ）。妹は女優の由起艶子。

## 人物
1946年、文学座養成所に入所。1949年、新協劇団に入団。1950年、劇団七曜会に移る。1959年、グループ・てえぶらに所属。その後は太平洋テレビジョン芸能部、東京俳優生活協同組合に所属していた。

## 出演

### テレビドラマ
- 1966年 テレビ・ルーテル・アワー「山の宿」（NET／日本ルーテル・アワー）- 中山はつ
- 1973年 つぶやき岩の秘密（NHK）- 久保先生
- 1974年 雑居時代 第26話「あなたも変わる?」（日本テレビ）- 親戚
- 1974年 華麗なる一族（毎日放送）- 寧子付の老女
- 1976年 超神ビビューン 第4話「真夏にツララが？危うしバシャーン」（テレビ朝日）- 老婆（ツンドラ人間態）
- 1978年 白い巨塔（フジテレビ）- 通行人
- 1982年 火曜サスペンス劇場「幻の罠」（日本テレビ）
- 1983年 連続テレビ小説・おしん（NHK）- 耕造の母 役
- 1984年 風の中のあいつ（日本テレビ）- 川田マサ 役
- 1984年 瑠璃色ゼネレーション（日本テレビ）
- 1985年 金曜日の妻たちへIII 恋におちて（TBS）- 秋山ふみ
- 1991年 鳥人戦隊ジェットマン 第28話「元祖次元獣」（テレビ朝日）- お婆ちゃん
- 1993年 ダブル・キッチン（TBS）- フミ
- 1994年 はぐれ刑事純情派 第7シリーズ - 丸山千代
- 1996年 超光戦士シャンゼリオン 第14話「サヨナラ、朱美」（テレビ東京）- 老人
- 1997年 ウルトラマンダイナ 第8話「遥かなるバオーン」（MBS）- ふるべ村の村人
- 1998年 火曜サスペンス劇場・指名手配（日本テレビ）
- 1999年 ひなたぼっこ（TBS）- 老婆
- 1999年 3年B組金八先生 第5シリーズ（1999年 - 2000年、TBS）- 三木サヨ
- 2001年 相棒 pre season 第2話「恐怖の切り裂き魔連続殺人！」（テレビ朝日）- コジマ
- 2001年 仮面ライダーアギト スペシャル 新たなる変身（テレビ朝日）- 老婆
- 2002年 はみだし刑事情熱系 第6シリーズ - 飯沼早苗

### 映画
- 1960年 濹東綺譚 - 老婆
- 1964年 非行少年 - 大賀の母
- 1978年 人妻集団暴行致死事件 - たま
- 1978年 おんな刑務所- 高橋うめ
- 1980年 修道女 黒衣の中のうずき - 秋山佐和
- 1980年 夕暮まで- 洋食屋のおばさん
- 1983年 竜二 - 主人公竜二の妻まり子の母
- 1984年 赤いキャンパス 狂った放課後 - 唐沢キサ子
- 1986年 海と毒薬 - 田部の母
- 1993年 あひるのうたがきこえてくるよ。- つる
- 1999年 菊次郎の夏
- 2000年 富江 replay
- 2004年 NIN×NIN 忍者ハットリくん THE MOVIE - 老婆

### 舞台
- 1957年 地球は円い - マルゲリータ[3]

### テレビアニメ
- 2001年 Z.O.E Dolores, i
  - 第5話「死への逃避行」- マリー
- 2003年 TEXHNOLYZE - 老婆
  - 第17話「DEPENDENCE」
  - 第18話「THRONE」

### 吹き替え
- 1962年 ララミー牧場 - ディジー・クーパー（演：スプリング・バイトン）
- 1967年 ミステリー・ゾーン（TBS版）
  - 第4シーズン 第6話「幻の宇宙船」- ノーランばあさん[4]（演：サラ・タフツ）
- 1970年 ローマの哀愁
- 1970年 昼下りの情事（テレビ朝日版1）- 犬を連れた夫人（演：オルガ・ヴァレリー）
- 1970年 現金に体を張れ - 女B
- 1975年 奇跡の人 - ヘレンの叔母（演：キャスリーン・カムジス）